# Türinnenverkleidung

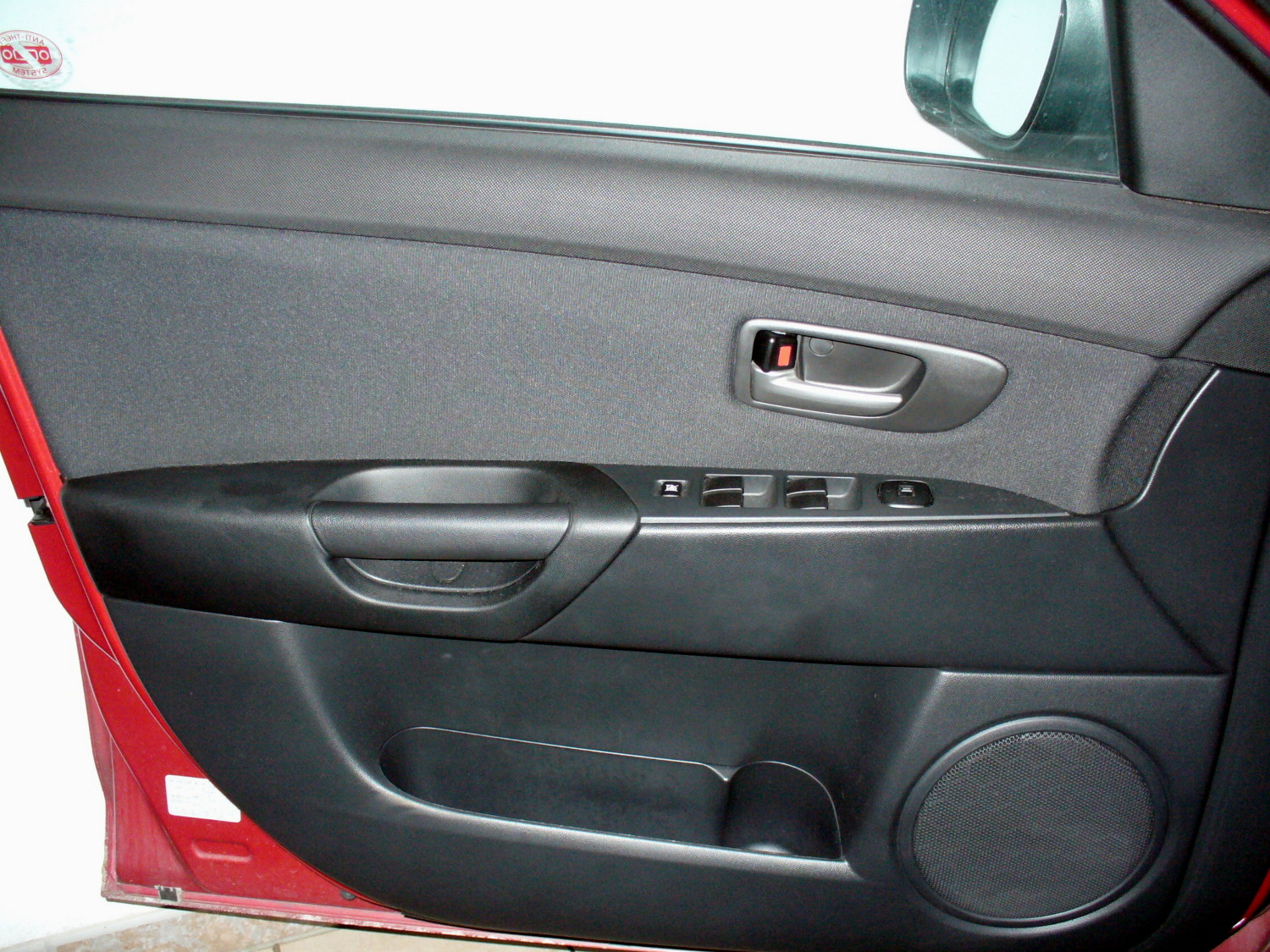
Türverkleidung

Innenverkleidungen von Seitentüren im Automobil – oder kurz Türverkleidungen – dienen neben optischen und haptischen Gesichtspunkten vor allem der Abdichtung des Fahrzeuginnenraums in Bezug auf Akustik, Feuchtigkeit und Luftdurchlässigkeit.
Türverkleidungen waren früher zumeist nur aus Pappe gefertigt und bedeckten in der Regel nur einen Teil der Tür. In modernen Fahrzeugen dagegen handelt es sich meist um mit Stoff oder Leder bezogene Trägerteile aus Kunststoff, die meist als Fortführung des Armaturenbrettes angeformt sind. In jüngster Zeit werden die meist nicht sichtbaren Trägerteile zunehmend aus Naturfaserverbundwerkstoffen hergestellt und stellen mittlerweile eines der Hauptanwendungsgebiete dieser Werkstoffklasse dar.
In modernen Fahrzeugen sind Türverkleidungen meistens gepolstert und als Fortführung des Armaturenbretts angeformt. Türverkleidungen beherbergen den Türöffner, Türverriegeler, Armlehne, Zuziehgriff, Tasten für elektrische Fensterheber, Spiegelverstellung und Zentralverriegelung, Lautsprecher, Seitenairbags, Ablagefächer, Dosenhalter, Aschenbecher (meistens nur im Fond), sowie bei einigen Fahrzeugen wie dem BMW 5er auch die Luftaustrittsdüsen.

## Eingesetzte Materialien

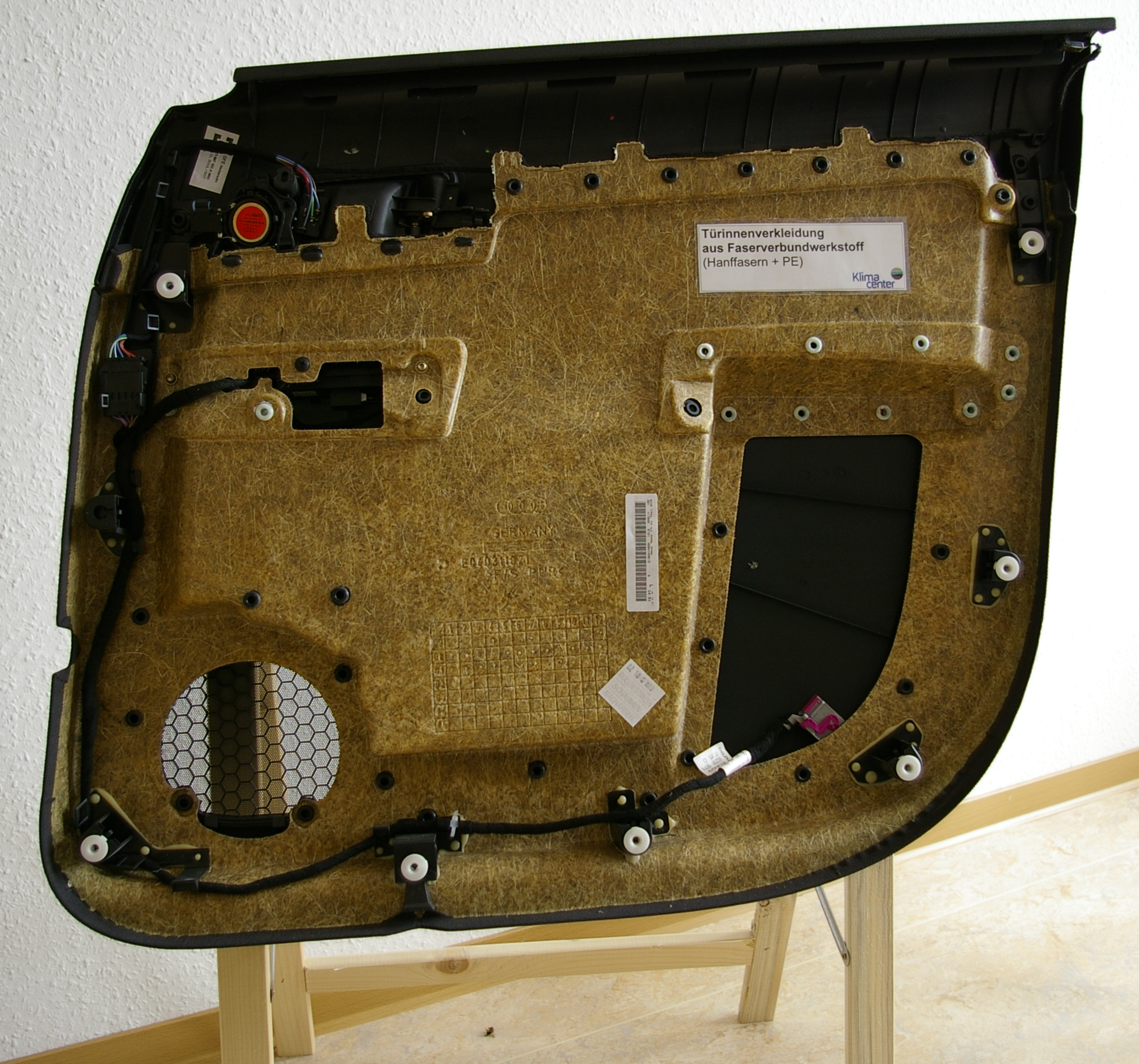
Türinnenverkleidung aus hanffaserverstärktem Kunststoff (Matrix Polyethylen PE)

Bei den verwendeten Naturfasern handelt es sich zumeist um in Mitteleuropa heimische Flachs- oder Hanffasern, jedoch kommen auch andere, subtropische und tropische Fasern wie zum Beispiel Jute oder Kenaf zum Einsatz. Die eingesetzte Menge beläuft sich je nach Modell auf etwa 1,2–1,8 kg Naturfasern für Vordertüren und ca. 0,8–1,5 kg für Hintertüren pro Automobil. Die verwendeten Polymere sind in der Regel duroplastische Harzsysteme wie zum Beispiel Polyurethan oder Phenolharz, wobei in den letzten Jahren auch verstärkt thermoplastische Kunststoffe wie Polypropylen und Polyethylen zum Einsatz kommen.
Türinnenverkleidungen aus naturfaserverstärkten Kunststoffen finden sich bei fast allen namhaften Automobilherstellern. Sie werden zum Beispiel in 3er, 5er und 7er Reihen von BMW oder auch von Daimler und Audi eingesetzt.

## Vorteile der naturfaserverstärkten Kunststoffe
Die Gründe für diesen Einsatz sind zahlreich; neben ökologischen Gründen, die vor allem in den 1980er und 1990er Jahren im Vordergrund standen, sind es heute die günstigen mechanischen Eigenschaften und die Produktionskosten, die den Einsatz attraktiv machen. Naturfaser-Verbundwerkstoffe haben eine geringere Dichte als glasfaserverstärkte oder talkumgefüllte Kunststoffe, wodurch sich eine Gewichtsersparnis von 10 bis 30 % ergibt. Dies wiederum führt, neben der bessern Ökobilanz in der Produktion, bedingt durch den Einsatz nachwachsender Rohstoffe, auch zu einem geringeren Kraftstoffverbrauch und damit verbesserten CO2-Bilanz.
Neben den guten mechanischen Eigenschaften, besitzen diese Werkstoffe in der Regel auch sehr gute akustische Eigenschaften. Zusätzlich weisen sie eine sehr geringe Splitterneigung auf, was bei der Materialauswahl unter Sicherheitsaspekten berücksichtigt werden muss.
Bedingt durch den relativ geringen Preis der Naturfasern sind die Türinnenverkleidungen aus naturfaserverstärkten Kunststoffen auch preislich eine Alternative zu Produkten aus glasfaserverstärkten Polymeren. In Verwendung mit thermoplastischen Polymeren ergeben sich zudem verbesserte Rezykliermöglichkeiten, was unter Berücksichtigung der EU-Altautoverordnung, die bis 2015 die Wiederverwertbarkeit von 85 Prozent aller Teile eines Autos vorschreibt, ein weiter Vorteil dieser Werkstoffe darstellt.

## Herstellungsprozess
Das bei weitem am häufigsten eingesetzte Verfahren zur Herstellung der Türverkleidung ist das Formpressen, vor allem bei der Produktion hochwertiger Türkonzepte. Für möglichst preiswerte Modelle, die in hohen Stückzahlen produziert werden, eignet sich besonders das Spritzgiessen, ein Verfahren mit dem sich heutzutage auch Naturfasergranulate verarbeiten lassen.
Da die naturfaserverstärkten Kunststoffe den Ansprüchen der Automobilhersteller in Bezug auf Optik und Haptik oftmals nicht genügen, werden sie in der Regel durch Folien kaschiert. Ein weiteres Problem dieser Werkstoffe ist eine spezifische Geruchsentwicklung bei der Herstellung, die häufig als unangenehm wahrgenommen wird. Dies wird durch bestimmte Additive und Anpassungen im Herstellungsprozess kontrolliert, wobei viele Lösungen nicht als vollständig zufriedenstellend beurteilt werden.